# 카후지산나무타기쥐
카후지산나무타기쥐(Dendromus kahuziensis)는 붉은숲쥐과에 속하는 설치류의 일종이다. 콩고민주공화국에서만 발견된다. 불법 벌목으로 인한 산림 파괴 때문에 멸종위기종으로 분류되고 있다. 화재로 위협을 받기도 한다. 2점의 표본만이 알려져 있다. 두 점 모두 카후지 산에서 서로 100m 이내 거리에서 발견되었다. 꼬리를 제외한 몸길이는 50~100mm이고, 꼬리 길이는 65~132mm이다. 서식지는 열대 숲 지역이며, 숲 속에서 이동하면서 나무를 붙잡을 때, 움켜쥐는 힘을 어느 정도 가진 꼬리를 이용할 수도 있다. 상체의 반점은 갈색이고 하체는 흰색부터 노란색까지 띠며, 눈 둘레에 아주 진한 테가 나 있다. 아프리카나무타기생쥐속의 다른 종들처럼 3개의 발가락이 있다.